# 戴夫·海納曼
戴夫·海納曼（Dave Heineman；1948年5月12日—）是美國的一位政治人物。在2005年至2015年期間，戴夫·海納曼擔任第39任內布拉斯加州州長職務。他的黨籍是共和黨。海納曼已經結婚並且有一個兒子。